# Самойлович Віктор Петрович
Ві́ктор Петро́вич Самойло́вич (*4 вересня 1911, Прилуки — †11 квітня 2000) — дослідник народної архітектури, педагог, зодчий, професор, доктор мистецтвознавства, почесний член УАА.

## Біографічні відомості
Народився Віктор Петрович 4 вересня 1911 року в місті Прилуки (Чернігівська область).
Ще студентом архітектурного факультету Київського інженерно-будівельного інституту Віктор Петрович збирає матеріали з народної архітектури.
Закінчив Київський Інженерно-Будівний Інститут (1940) й мав уже великий матеріал з народного мистецтва, що дає йому можливість відразу ж по війні в 1947 р. захистити кандидатську дисертацію.
Не зупиняючись на досягнутому, рік за роком Віктор Петрович збирає все нові й нові матеріали з народного мистецтва, для чого організує наукові експедиції, опрацьовує ці матеріали, розкриваючи в численних публікаціях багатство й талант українського народу.
1947 захистив кандидатську дисертацію, 1968 — докторську.

## Творча кар'єра
У 1961 р. виходить книга Віктора Самойловича «Народна творчість в архітектурі сільського житла» — планова робота Академії архітектури. Малюнки й текст книги розкривають творчі риси українців у створенні житла як у конструктивному, так і в естетичному відношеннях. Ілюстрації, виконані самим В. Самойловичем, показані дуже добре, в хорошому масштабі й уміло закомпоновані на аркушах.
Починаючи з 1950 р., він постійно бере участь в проектуванні серій проектів житлових будинків для різних зон України, і архітектори, які працювали для села, завжди послуговувалися роботами Віктора Самойловича.
Крім науково-дослідницької й проектної, Віктор Петрович веде активну роботу зі створення в Києві Музею народної архітектури та побуту просто неба. Як визнаного фахівця народного архітектурного мистецтва, його призначають головним науковим консультантом.
У 1968 р. В. Самойлович захищає докторську дисертацію із мистецтвознавства, а саме з народного мистецтва.
У 1972 р. Віктор Петрович із КиївЗНДІЕПу переходить працювати до Київського художнього інституту на посаду професора, де викладає курс народної архітектури. Веде роботу над наступною монографією, доповнюючи раніше видані роботи новими матеріалами. Допомагає йому в цьому син Юрій, який виконує знімки до праці батька. Так народжується нова фундаментальна робота, видана в 1977 р. під назвою «Народна архітектурна творчість». Одночасно з виданням фундаментальних праць Віктор Петрович виконує великі розділи з народної архітектури в таких значних роботах як «Нариси історії культури Української РСР», 1957 р., й «Українське народне мистецтво. Живопис», 1979 р., та ін.

## Праці
- «Житловий будинок колгоспника. Досвід будівництва в лісостеп. смузі Укр. РСР» (1951)
- «Житловий будинок колгоспника» (1956)
- «Укр. сел. житло та госп. будівлі XIX — поч. XX ст.» (у «Нарисах історії архітектури УРСР», 1957)
- «Народна творчість в архітектурі сільського житла» (1961)
- «Народна архітектурна творчість» (1977)
- «Українське народне мистецтво. Живопис», (1979, співавтор).